# Équipe d'Algérie de football en 2022
Maillots
En 2022, l'équipe d'Algérie de football participe à la CAN 2021 et aux éliminatoires de la Coupe du monde 2022.

## Déroulement de la saison

### Objectifs
L'objectif principal pour cette saison 2022, fixé par la Fédération algérienne de football, est de préparer à la Coupe d'Afrique des nations au Cameroun, de préserver le titre remporté lors de la dernière Coupe d'Afrique et se qualifier pour la Coupe du monde de football 2022.

### Résumé de la saison
Cette année 2022 voit les premières sélections de Billal Brahimi, Riyad Benayad, Anthony Mandrea, Mohamed-Amine Tougaï, Akim Zedadka, Abdelkahar Kadri, Yanis Hamache, Billel Omrani et Mehdi Léris.

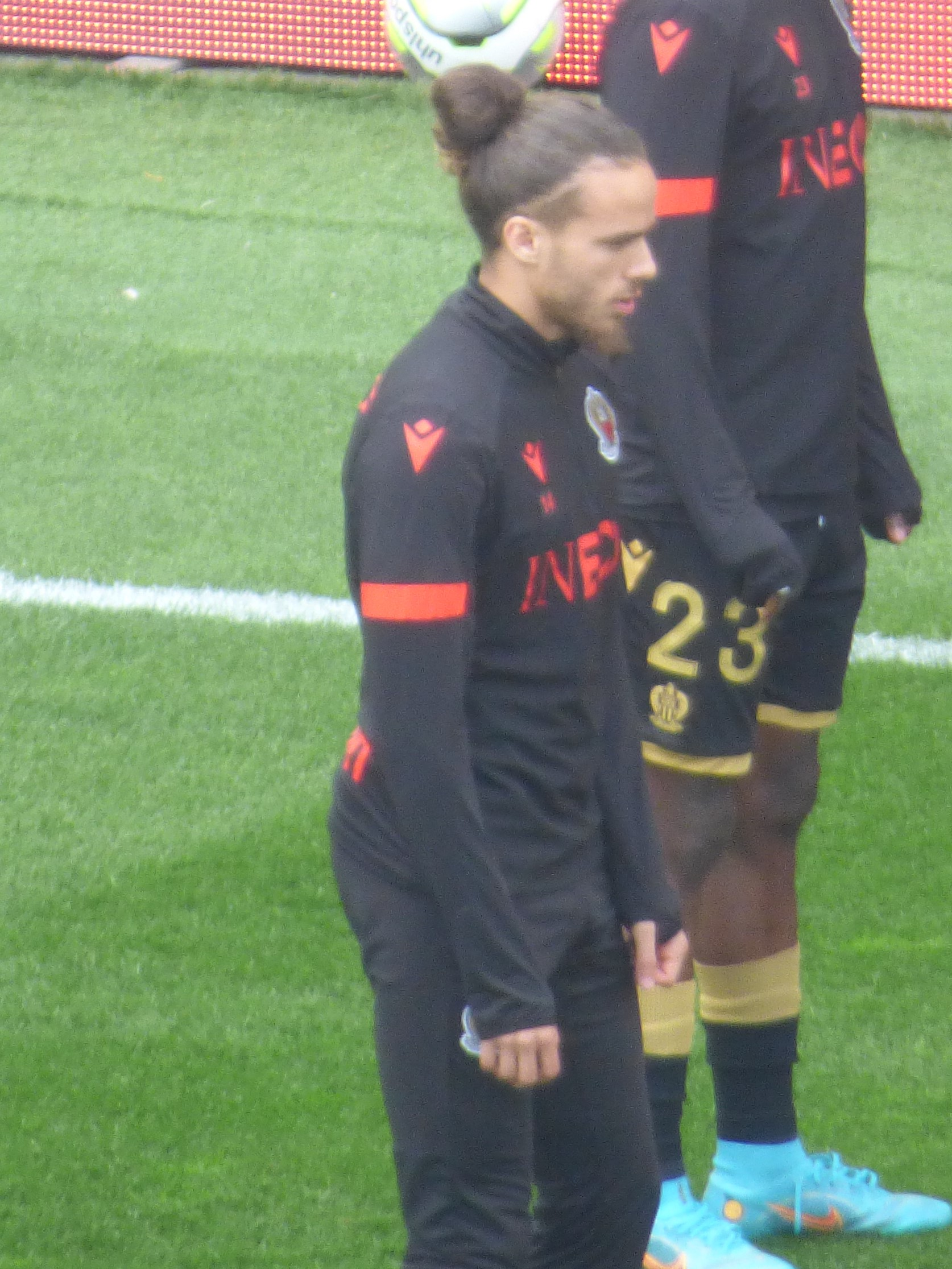
Billal Brahimi
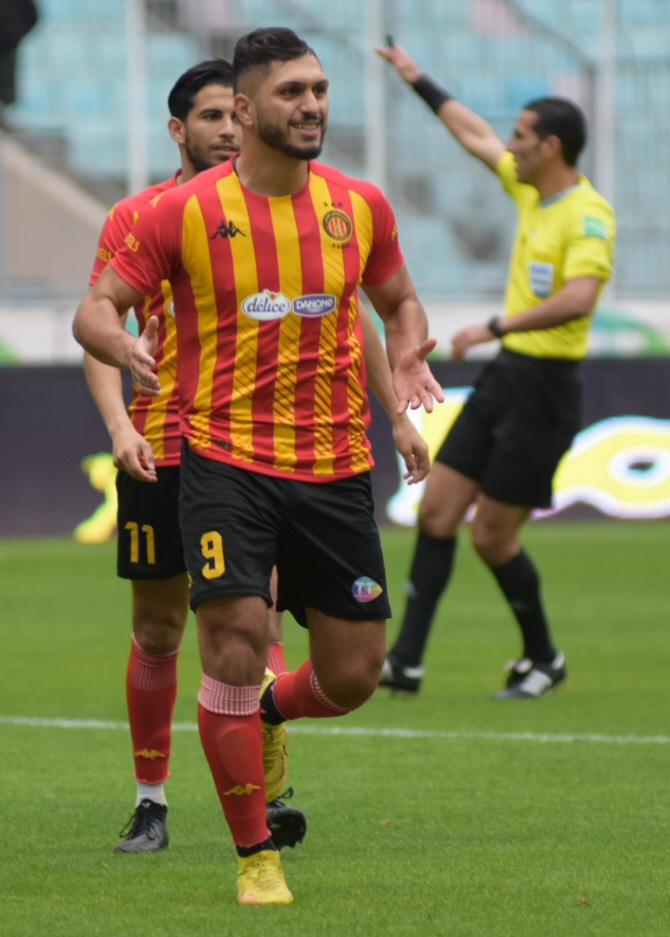
Riyad Benayad
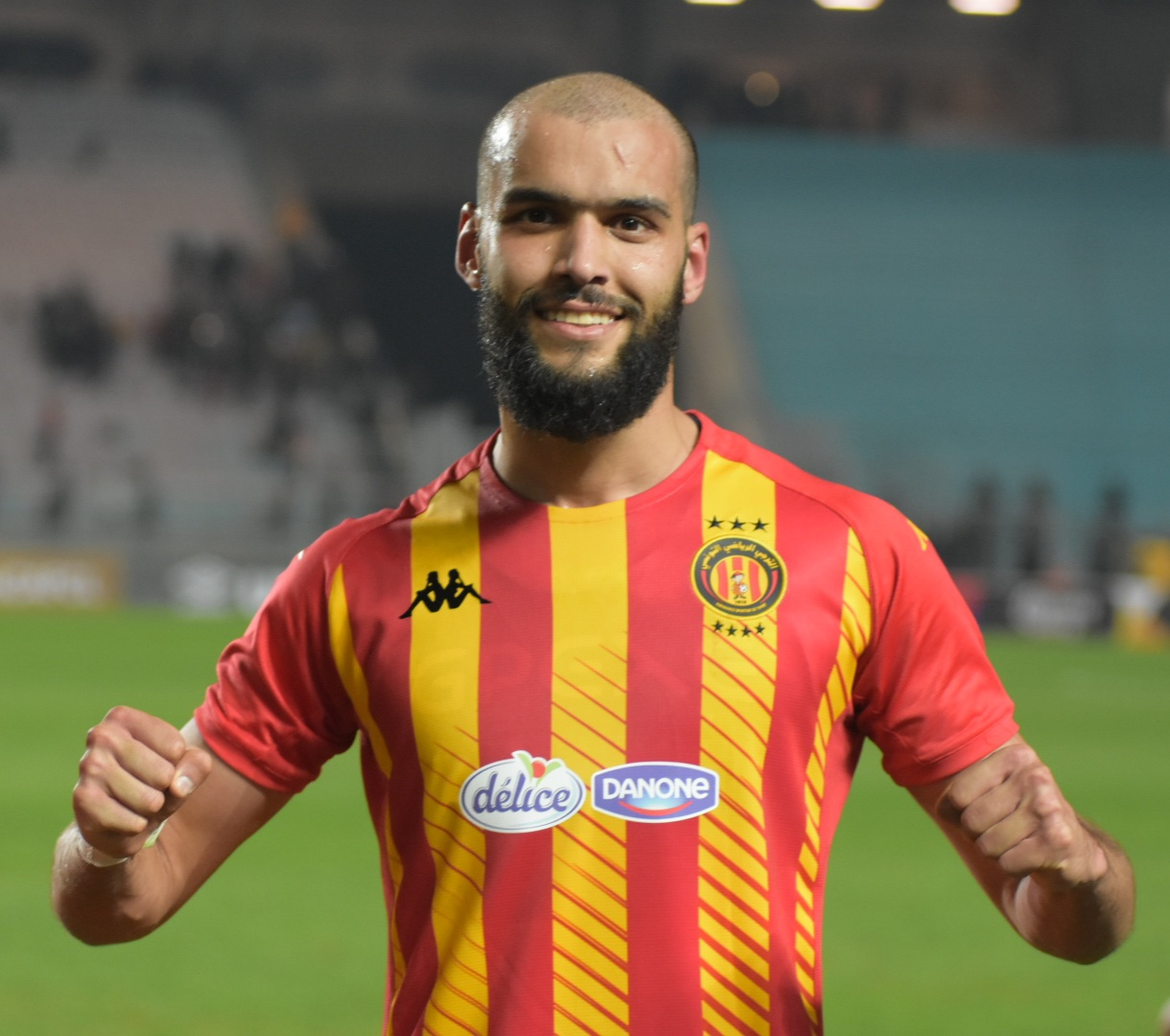
Mohamed-Amine Tougaï
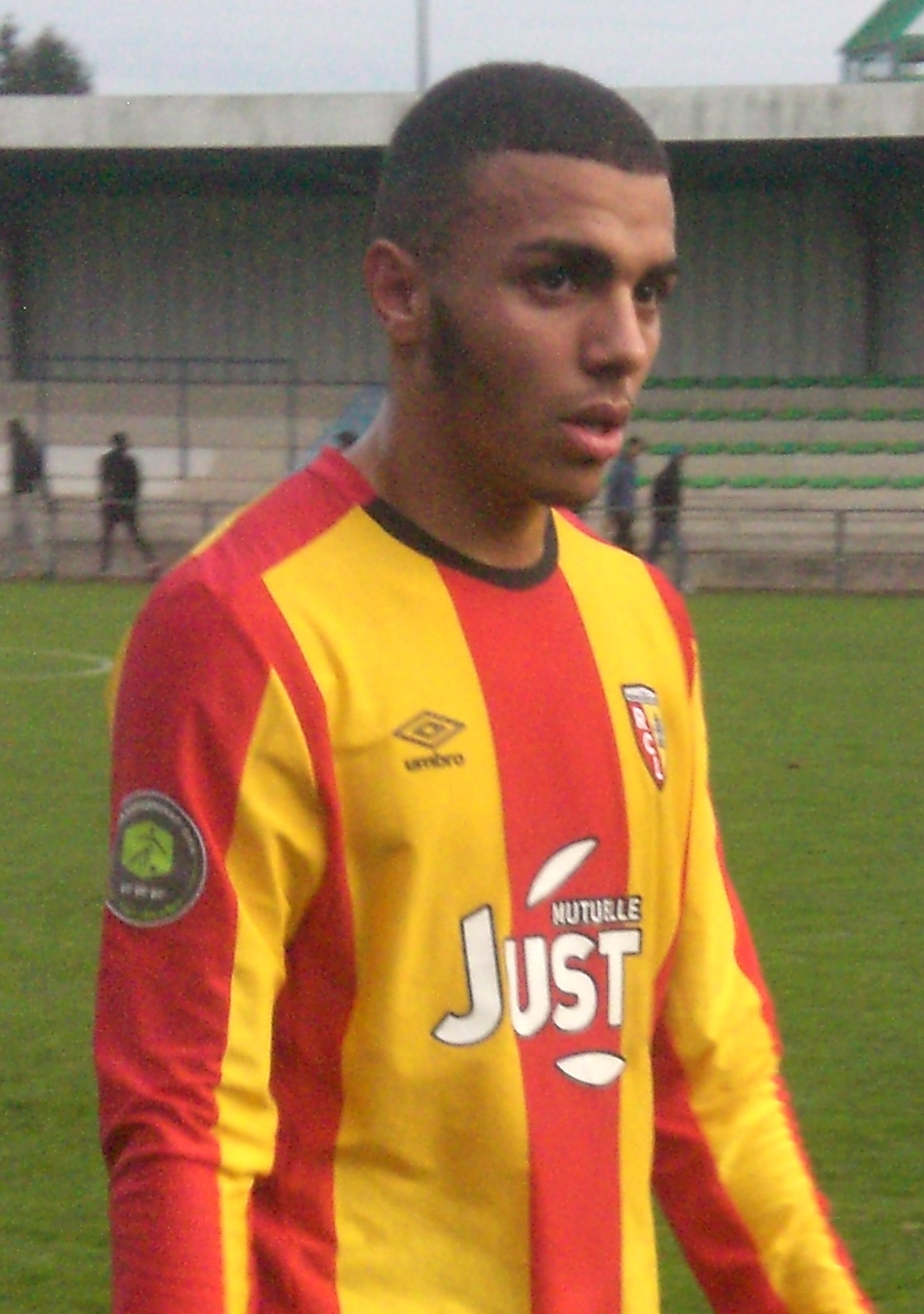
Akim Zedadka
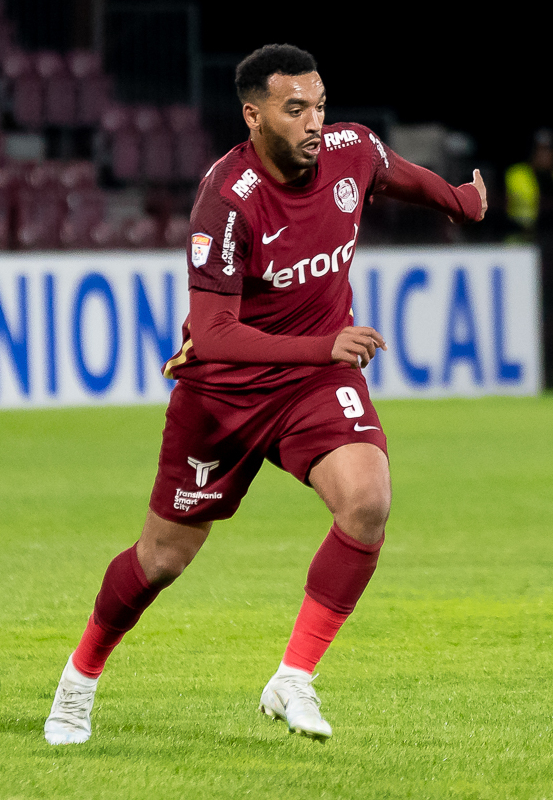
Billel Omrani

### Classement FIFA 2022
Le tableau ci-dessous présente les coefficients mensuels de l'équipe d'Algérie publiés par la FIFA durant l'année 2022.
| Mois | Janvier | Février | Mars | Avril | Mai | Juin | Juillet | Août | Septembre | Octobre | Novembre | Décembre |
| Rang | 29      | 43      | 44   | 44    | 44  | 41   | 41      | 41   | 41        | 37      | 37       | 40       |

### Classement de la CAF
Le tableau ci-dessous présente les coefficients mensuels de l'équipe d'Algérie dans la CAF publiés par la FIFA durant l'année 2022.
| Mois | Janvier | Février | Mars | Avril | Mai | Juin | Juillet | Août | Septembre | Octobre | Novembre | Décembre |
| Rang | 3       | 7       | 7    | 7     | 7   | 7    | 7       | 7    | 7         | 5       | 5        | 7        |

### Bilan
| Rang | Équipe  | Pts | J  | G | N | P | Bp | Bc | Diff |
| ---- | ------- | --- | -- | - | - | - | -- | -- | ---- |
| #    | Algérie | 23  | 13 | 7 | 2 | 4 | 16 | 11 | +5   |

## Joueurs et encadrement

### Appelés récemment
Les joueurs suivants ne font pas partie du dernier groupe appelé mais ont été retenus en équipe nationale lors des 12 derniers mois.
Les joueurs qui comportent le signe , sont blessés au moment de la dernière convocation, et qui comportent le signe RET sont retraité.
| Nom                   | Date de Naissance | Sél. | Buts | Club             | Dernier appel                 |
| --------------------- | ----------------- | ---- | ---- | ---------------- | ----------------------------- |
| Abderrahmane Medjadel | 1er juillet 1998  | 0    | 0    | JS Kabylie       | vs Ghana, 5 janvier 2022      |
| Moustapha Zeghba      | 21 novembre 1990  | 4    | 0    | Damac FC         | vs Nigeria, 27 septembre 2022 |
| Alexandre Oukidja     | 19 juillet 1988   | 6    | 0    | FC Metz          | vs Nigeria, 27 septembre 2022 |
| Anthony Mandrea       | 25 décembre 1996  | 2    | 0    | SM Caen          | vs Mali, 16 novembre 2022     |
| Défenseurs            |                   |      |      |                  |                               |
| Réda Halaïmia         | 28 août 1996      | 6    | 0    | MC Alger         | CAN 2021                      |
| Ilyes Chetti          | 22 janvier 1995   | 3    | 0    | Angers SCO       | CAN 2021                      |
| Mehdi Tahrat          | 24 janvier 1990   | 15   | 0    | Al-Gharafa SC    | vs Cameroun, 29 mars 2022     |
| Djamel Benlamri       | 25 décembre 1989  | 29   | 0    | Khaleej FC       | vs Cameroun, 29 mars 2022     |
| Youcef Laouafi        | 1er mars 1996     | 0    | 0    | CR Belouizdad    | vs Cameroun, 29 mars 2022     |
| Abdelkader Bedrane    | 2 avril 1992      | 16   | 0    | Damac FC         | vs Guinée, 23 septembre 2022  |
| Akim Zedadka          | 30 mai 1995       | 1    | 0    | LOSC Lille       | vs Nigeria, 27 septembre 2022 |
| Yanis Hamache         | 13 juillet 1999   | 1    | 0    | SK Dnipro-1      | vs Mali, 16 novembre 2022     |
| Milieux               |                   |      |      |                  |                               |
| Haris Belkebla        | 28 janvier 1994   | 10   | 0    | Stade brestois   | CAN 2021                      |
| Farid Boulaya         | 25 février 1993   | 8    | 1    | Al-Gharafa SC    | CAN 2021                      |
| Yacine Brahimi        | 8 février 1990    | 60   | 11   | Al-Gharafa SC    | CAN 2021                      |
| Adlène Guedioura      | 12 novembre 1985  | 62   | 2    | Al-Duhail SC     | vs Cameroun, 29 mars 2022     |
| Sofiane Feghouli      | 26 décembre 1989  | 76   | 19   | Sans Club        | vs Cameroun, 29 mars 2022     |
| Abdelkahar Kadri      | 24 juin 2000      | 1    | 0    | KV Courtrai      | vs Iran, 12 juin 2022         |
| Sofiane Bendebka      | 9 août 1992       | 9    | 1    | Al-Fateh SC      | vs Nigeria, 27 septembre 2022 |
| Houssem Mrezigue      | 23 février 2000   | 0    | 0    | CR Belouizdad    | vs Nigeria, 27 septembre 2022 |
| Attaquants            |                   |      |      |                  |                               |
| Baghdad Bounedjah     | 24 novembre 1991  | 52   | 22   | Al-Sadd SC       | CAN 2021                      |
| Mohamed Benyettou     | 1er novembre 1989 | 0    | 0    | Al-Wakrah SC     | vs Cameroun, 29 mars 2022     |
| Ishak Belfodil        | 12 janvier 1992   | 19   | 2    | Al-Gharafa SC    | vs Cameroun, 29 mars 2022     |
| Rachid Ghezzal        | 9 mai 1992        | 22   | 2    | Besiktas JK      | vs Iran, 12 juin 2022         |
| Billel Omrani         | 2 juin 1993       | 1    | 0    | Fotbal Club FCSB | vs Iran, 12 juin 2022         |
| Riyad Benayad         | 2 novembre 1996   | 2    | 1    | ES Tunis         | vs Iran, 12 juin 2022         |
| Adam Ounas            | 11 novembre 1996  | 21   | 5    | LOSC Lille       | vs Nigeria, 27 septembre 2022 |
| Andy Delort           | 9 octobre 1994    | 13   | 2    | OGC Nice         | vs Nigeria, 27 septembre 2022 |

## Matchs
| Date              | Stade, Ville, Pays                            | Adversaire         | Score | Compétition | Buteurs algériens :                     | Classement Fifa |
| ----------------- | --------------------------------------------- | ------------------ | ----- | ----------- | --------------------------------------- | --------------- |
| 5 janvier 2022    | Education City Stadium Al Rayyan, Qatar       | Ghana              | 3 - 0 | A           | Ounas 8e, Mensah 74e (csc), Slimani 79e | 29e             |
| 11 janvier 2022   | Stade de Japoma Douala, Cameroun              | Sierra Leone       | 0 - 0 | CAN 2021    |                                         | 29e             |
| 16 janvier 2022   | Stade de Japoma Douala, Cameroun              | Guinée équatoriale | 0 - 1 | CAN 2021    |                                         | 29e             |
| 20 janvier 2022   | Stade de Japoma Douala, Cameroun              | Côte d'Ivoire      | 3 - 1 | CAN 2021    | Bendebka 73e                            | 29e             |
| 25 mars 2022      | Stade de Japoma Douala, Cameroun              | Cameroun           | 0 - 1 | QCDM 2022   | Slimani 40e                             | 29e             |
| 29 mars 2022      | Stade Mustapha-Tchaker Blida, Algérie         | Cameroun           | 1 - 2 | QCDM 2022   | Touba 118e                              | 29e             |
| 4 juin 2022       | Stade du 5-Juillet-1962 Alger, Algérie        | Ouganda            | 2 - 0 | QCAN 2023   | Mandi 28e, Belaïli 80e                  | 44e             |
| 8 juin 2022       | Benjamin Mkapa Stadium Dar es Salam, Tanzanie | Tanzanie           | 0 - 2 | QCAN 2023   | Bensebaini 45e, Amoura 89e              | 44e             |
| 12 juin 2022      | Qatar SC Stadium Doha, Qatar                  | Iran               | 1 - 2 | A           | Benayad 43e, Amoura 82e                 | 44e             |
| 23 septembre 2022 | Stade olympique d'Oran Oran, Algérie          | Guinée             | 1 - 0 | A           | Slimani 79e                             | 41e             |
| 27 septembre 2022 | Stade olympique d'Oran Oran, Algérie          | Nigeria            | 2 - 1 | A           | Mahrez 41e (pen.), Atal 61e             | 41e             |
| 16 novembre 2022  | Stade olympique d'Oran Oran, Algérie          | Mali               | 1 - 1 | A           | Mahrez 45+1e (pen.)                     | 37e             |
| 19 novembre 2022  | Swedbank Stadion Malmö, Suède                 | Suède              | 2 - 0 | A           |                                         | 37e             |

Légende: A : Match amical / CAN 2021 : Coupe d'Afrique des nations de football 2021 / QCDM 2022 : Éliminatoires de la Coupe du monde de football 2022 / QCAN 2023 : Qualifications à la Coupe d'Afrique des nations de football 2023

## Matchs de préparation
| Titulaires : |  |
| |  |
| 23 • Raïs M'Bolhi · 2 • Aissa Mandi · 17 • Abdelkader Bedrane · 20 • Youcef Atal 85e · 21 • Ramy Bensebaini · 6 • Ramiz Zerrouki · 19 • Adem Zorgane 63e · 11 • Yacine Brahimi 71e · 7 • Adam Ounas 71e · 8 • Youcef Belaïli 85e · 9 • Baghdad Bounedjah 63e · |  |
| Remplaçants : |  |
| 13 • Islam Slimani 63e · 22 • Ismaël Bennacer 63e · 15 • Saïd Benrahma 71e · 25 • Farid Boulaya 71e · 3 • Houcine Benayada 85e · 18 • Ilyes Chetti 85e · |  |
| Sélectionneur : |  |
| Djamel Belmadi |  |

| Titulaires : |  |
| |  |
| 1 • Abdul Manaf Nurudeen 67e · 23 • Alexander Djiku · 4 • Jonathan Mensah 76e · 18 • Daniel Amartey · 14 • Gideon Mensah · 5 • Thomas Partey · 6 • Edmund Addo 46e · 19 • Samuel Owusu 46e · 7 • Abdul Fatawu Issahaku 76e · 15 • Joseph Paintsil · 13 • Richmond Boakye 67e · |  |
| Remplaçants : |  |
| 25 • Benjamin Tetteh 46e · 21 • Iddrisu Baba 46e · 12 • Lawrence Ati Zigi 67e · 27 • Maxwell Abbey Quaye 67e · 2 • Andy Yiadom 76e · 28 • David Abagna 76e · |  |
| Sélectionneur : |  |
| Milovan Rajevac |  |

| Titulaires : |  |
| |  |
| 23 • Raïs M'Bolhi · 2 • Aissa Mandi · 17 • Abdelkader Bedrane · 20 • Youcef Atal 85e · 21 • Ramy Bensebaini · 6 • Ramiz Zerrouki · 19 • Adem Zorgane 63e · 11 • Yacine Brahimi 71e · 7 • Adam Ounas 71e · 8 • Youcef Belaïli 85e · 9 • Baghdad Bounedjah 63e · |  |
| Remplaçants : |  |
| 13 • Islam Slimani 63e · 22 • Ismaël Bennacer 63e · 15 • Saïd Benrahma 71e · 25 • Farid Boulaya 71e · 3 • Houcine Benayada 85e · 18 • Ilyes Chetti 85e · |  |
| Sélectionneur : |  |
| Djamel Belmadi |  |

| Titulaires : |  |
| |  |
| 1 • Abdul Manaf Nurudeen 67e · 23 • Alexander Djiku · 4 • Jonathan Mensah 76e · 18 • Daniel Amartey · 14 • Gideon Mensah · 5 • Thomas Partey · 6 • Edmund Addo 46e · 19 • Samuel Owusu 46e · 7 • Abdul Fatawu Issahaku 76e · 15 • Joseph Paintsil · 13 • Richmond Boakye 67e · |  |
| Remplaçants : |  |
| 25 • Benjamin Tetteh 46e · 21 • Iddrisu Baba 46e · 12 • Lawrence Ati Zigi 67e · 27 • Maxwell Abbey Quaye 67e · 2 • Andy Yiadom 76e · 28 • David Abagna 76e · |  |
| Sélectionneur : |  |
| Milovan Rajevac |  |

## Coupe d'Afrique des nations 2021

### Classements et résultats

#### Phase de poules

##### Groupe E
| Rang | Équipe             | Pts | J | G | N | P | Bp | Bc | Diff |  | Résultats (▼ dom., ► ext.) |     |     |     |     |
| ---- | ------------------ | --- | - | - | - | - | -- | -- | ---- |  | -------------------------- | --- | --- | --- | --- |
| 1    | Côte d'Ivoire      | 7   | 3 | 2 | 1 | 0 | 6  | 3  | +3   |  | Côte d'Ivoire              |     | 1-0 | 2-2 | 3-1 |
| 2    | Guinée équatoriale | 6   | 3 | 2 | 0 | 1 | 2  | 1  | +1   |  | Guinée équatoriale         | 0-1 |     | 1-0 | 1-0 |
| 3    | Sierra Leone       | 2   | 3 | 0 | 2 | 1 | 2  | 3  | -1   |  | Sierra Leone               | 2-2 | 0-1 |     | 0-0 |
| 4    | AlgérieT           | 1   | 3 | 0 | 1 | 2 | 1  | 4  | -3   |  | AlgérieT                   | 1-3 | 0-1 | 0-0 |     |

###### Algérie-Sierra Leone

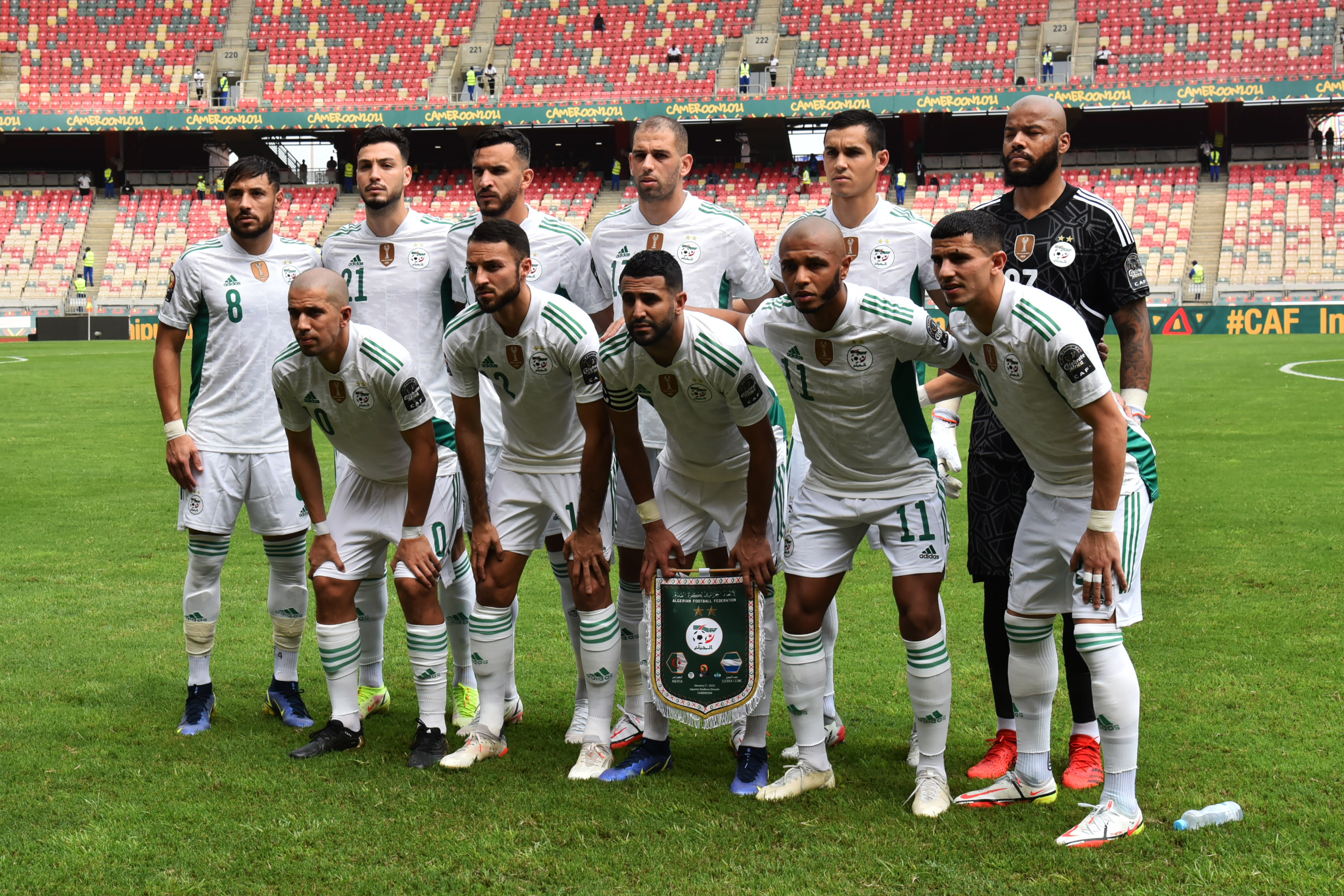
Algérie-Sierra Leone à la CAN 2021

| 1re journée Match 7                                       | Algérie | 0 - 0   | Sierra Leone | Stade de Japoma Douala, Cameroun                          |                                                           |
| 11 janvier 2022 · 14:00 UTC+1 · Historique des rencontres |         | (0 - 0) |              | Diffuseur : ENTV, beIN Sports Arbitrage : Ahmad Heeralall | Diffuseur : ENTV, beIN Sports Arbitrage : Ahmad Heeralall |
| 11 janvier 2022 · 14:00 UTC+1 · Historique des rencontres | Rapport |         |              | Diffuseur : ENTV, beIN Sports Arbitrage : Ahmad Heeralall | Diffuseur : ENTV, beIN Sports Arbitrage : Ahmad Heeralall |

|  |         |              |
|  | Algérie | Sierra Leone |

| :Algérie        |    |                    |     |     |
|                 |    |                    |     |     |
| Gardien de but  | 23 | Raïs M'Bolhi       |     |     |
|                 | 20 | Youcef Atal        |     |     |
|                 | 17 | Abdelkader Bedrane | 35e | 46e |
|                 | 2  | Aïssa Mandi        |     |     |
|                 | 21 | Ramy Bensebaini    |     |     |
|                 | 12 | Haris Belkebla     |     | 84e |
|                 | 10 | Sofiane Feghouli   |     | 65e |
|                 | 11 | Yacine Brahimi     |     | 65e |
|                 | 7  | Riyad Mahrez       |     |     |
|                 | 8  | Youcef Belaïli     |     |     |
|                 | 13 | Islam Slimani      |     | 65e |
| Remplaçants :   |    |                    |     |     |
|                 | 4  | Djamel Benlamri    |     | 46e |
|                 | 9  | Baghdad Bounedjah  |     | 65e |
|                 | 14 | Sofiane Bendebka   |     | 65e |
|                 | 15 | Farid Boulaya      |     | 65e |
|                 | 27 | Saïd Benrahma      |     | 84e |
| Sélectionneur : |    |                    |     |     |
| Djamel Belmadi  |    |                    |     |     |

| :Sierra Leone   |    |                    |     |     |
|                 |    |                    |     |     |
| Gardien de but  | 1  | Mohamed Kamara     |     |     |
|                 | 2  | Osman Kakay        |     |     |
|                 | 5  | Steven Caulker     |     |     |
|                 | 17 | Umaru Bangura      | 77e |     |
|                 | 3  | Kevin Wright       |     |     |
|                 | 6  | John Kamara        |     |     |
|                 | 7  | Kwame Quee         |     |     |
|                 | 10 | Kei Kamara         |     |     |
|                 | 19 | Mustapha Bundu     |     |     |
|                 | 14 | Mohamed Buya Turay |     | 84e |
|                 | 12 | Alhaji Kamara      |     | 76e |
| Remplaçants :   |    |                    |     |     |
|                 | 8  | Saidu Fofanah      |     | 76e |
|                 | 11 | Sullay Kaikai      |     | 84e |
| Sélectionneur : |    |                    |     |     |
| John Keister    |    |                    |     |     |

| Assistants : Soulaimane Almadine Lionel Andrianantenaina Quatrième arbitre : Pacifique Ndabihawenimana Arbitre vidéo : Adil Zourak Assistants arbitre vidéo : Zakaria Brinsi Homme du Match : Mohamed Kamara |

###### Algérie-Guinée équatoriale
| 2e journée Match 25                                       | Algérie | 0 - 1   | Guinée équatoriale    | Stade de Japoma Douala, Cameroun                        |                                                         |
| 16 janvier 2022 · 20:00 UTC+1 · Historique des rencontres |         | (0 - 0) | 70e Obiang (Miranda ) | Diffuseur : ENTV, beIN Sports Arbitrage : Mario Escobar | Diffuseur : ENTV, beIN Sports Arbitrage : Mario Escobar |
| 16 janvier 2022 · 20:00 UTC+1 · Historique des rencontres | Rapport |         |                       | Diffuseur : ENTV, beIN Sports Arbitrage : Mario Escobar | Diffuseur : ENTV, beIN Sports Arbitrage : Mario Escobar |

|  |         |                    |
|  | Algérie | Guinée équatoriale |

| :Algérie        |    |                   |     |     |
|                 |    |                   |     |     |
| Gardien de but  | 23 | Raïs M'Bolhi      |     |     |
|                 | 20 | Youcef Atal       |     |     |
|                 | 4  | Djamel Benlamri   |     | 54e |
|                 | 2  | Aïssa Mandi       | 45e |     |
|                 | 21 | Ramy Bensebaini   | 8e  |     |
|                 | 14 | Sofiane Bendebka  |     | 73e |
|                 | 22 | Ismaël Bennacer   |     |     |
|                 | 10 | Sofiane Feghouli  |     | 64e |
|                 | 7  | Riyad Mahrez      |     |     |
|                 | 8  | Youcef Belaïli    |     |     |
|                 | 9  | Baghdad Bounedjah | 4e  | 64e |
| Remplaçants :   |    |                   |     |     |
|                 | 3  | Mehdi Tahrat      |     | 54e |
|                 | 13 | Islam Slimani     |     | 64e |
|                 | 15 | Farid Boulaya     |     | 64e |
|                 | 11 | Yacine Brahimi    |     | 73e |
| Sélectionneur : |    |                   |     |     |
| Djamel Belmadi  |    |                   |     |     |

| :Guinée équatoriale |    |                      |     |     |
|                     |    |                      |     |     |
| Gardien de but      | 1  | Jesús Owono          |     |     |
|                     | 15 | Carlos Akapo         |     |     |
|                     | 16 | Saúl Coco            |     |     |
|                     | 21 | Esteban Obiang       | 94e |     |
|                     | 11 | Basilio Ndong        | 9e  |     |
|                     | 22 | Pablo Ganet          |     |     |
|                     | 8  | José Machín          |     |     |
|                     | 4  | Federico Bikoro      | 43e | 66e |
|                     | 6  | Ibán Salvador        |     | 90e |
|                     | 14 | Jannick Buyla        |     | 66e |
|                     | 9  | Óscar Siafá          | 45e | 46e |
| Remplaçants :       |    |                      |     |     |
|                     | 19 | Luis Nlavo           |     | 46e |
|                     | 18 | Dorian Jr.           |     | 66e |
|                     | 17 | José Antonio Miranda |     | 66e |
|                     | 20 | Santiago Eneme       |     | 90e |
| Sélectionneur :     |    |                      |     |     |
| Juan Micha          |    |                      |     |     |

| Assistants : Nguegoue Elvis Guy Noupue Issa Yaya Quatrième arbitre : Joshua Bondo Arbitre vidéo : Fernando Guerrero Assistants arbitre vidéo : Mohammed Abdallah Ibrahim Homme du Match : Ibán Salvador |

###### Côte d’Ivoire-Algérie
| 3e journée Match 36                                       | Côte d'Ivoire                                                   | 3 - 1   | Algérie               | Stade de Japoma Douala, Cameroun                       |                                                        |
| 20 janvier 2022 · 17:00 UTC+1 · Historique des rencontres | ( Pépé) Kessié 23e · ( Aurier) Sangaré 39e · ( Haller) Pépé 54e | (2 - 0) | 73e Bendebka (Mandi ) | Diffuseur : ENTV, beIN Sports Arbitrage : Victor Gomes | Diffuseur : ENTV, beIN Sports Arbitrage : Victor Gomes |
| 20 janvier 2022 · 17:00 UTC+1 · Historique des rencontres | Rapport                                                         |         |                       | Diffuseur : ENTV, beIN Sports Arbitrage : Victor Gomes | Diffuseur : ENTV, beIN Sports Arbitrage : Victor Gomes |

|  |               |         |
|  | Côte d’Ivoire | Algérie |

| :Côte d’Ivoire    |    |                   |     |     |
|                   |    |                   |     |     |
| Gardien de but    | 23 | Badra Ali Sangaré |     |     |
|                   | 17 | Serge Aurier      | 13e | 69e |
|                   | 14 | Simon Deli        | 12e | 68e |
|                   | 7  | Odilon Kossounou  |     |     |
|                   | 3  | Ghislain Konan    |     |     |
|                   | 4  | Jean Michaël Seri |     |     |
|                   | 8  | Franck Kessié     |     |     |
|                   | 18 | Ibrahim Sangaré   |     | 69e |
|                   | 19 | Nicolas Pépé      |     | 85e |
|                   | 15 | Max-Alain Gradel  |     |     |
|                   | 22 | Sébastien Haller  |     |     |
| Remplaçants :     |    |                   |     |     |
|                   | 5  | Wilfried Kanon    |     | 68e |
|                   | 12 | Habib Maïga       | 72e | 69e |
|                   | 20 | Serey Dié         |     | 69e |
|                   | 9  | Wilfried Zaha     |     | 85e |
| Sélectionneur :   |    |                   |     |     |
| Patrice Beaumelle |    |                   |     |     |

| :Algérie        |    |                    |     |     |
|                 |    |                    |     |     |
| Gardien de but  | 23 | Raïs M'Bolhi       |     |     |
|                 | 20 | Youcef Atal        |     | 81e |
|                 | 17 | Abdelkader Bedrane |     |     |
|                 | 2  | Aïssa Mandi        |     |     |
|                 | 21 | Ramy Bensebaini    |     |     |
|                 | 6  | Ramiz Zerrouki     |     |     |
|                 | 22 | Ismaël Bennacer    |     | 62e |
|                 | 27 | Saïd Benrahma      |     | 46e |
|                 | 7  | Riyad Mahrez       |     |     |
|                 | 8  | Youcef Belaïli     |     | 81e |
|                 | 9  | Baghdad Bounedjah  |     | 62e |
| Remplaçants :   |    |                    |     |     |
|                 | 13 | Islam Slimani      |     | 46e |
|                 | 11 | Yacine Brahimi     | 78e | 62e |
|                 | 14 | Sofiane Bendebka   |     | 62e |
|                 | 25 | Houcine Benayada   |     | 81e |
|                 | 15 | Farid Boulaya      | 85e | 81e |
| Sélectionneur : |    |                    |     |     |
| Djamel Belmadi  |    |                    |     |     |

| Assistants : Zakhele Siwela Souru Phatsoane Quatrième arbitre : Pacifique Ndabihawenimana Arbitre vidéo : Haythem Guirat Assistants arbitre vidéo : Dahane Beida Homme du Match : Franck Kessié |

## Qualifications pour la Coupe du monde 2022

### Matchs Barrages
| Titulaires : |  |
| |  |
| 23 • André Onana · 21 • Jean-Charles Castelletto · 5 • Michael Ngadeu-Ngadjui · 19 • Collins Fai · 11 • Nouhou Tolo · 18 • Martin Hongla 45e · 14 • Samuel Gouet · 7 • Jean Onana 85e · 12 • Karl Toko-Ekambi · 13 • Eric Maxim Choupo-Moting · 10 • Vincent Aboubakar 45e · |  |
| Remplaçants : |  |
| 9 • Kévin Soni 64e 45e · 3 • Léandre Tawamba 45e · 8 • Gaël Ondoua 85e · |  |
| Sélectionneur : |  |
| Rigobert Song |  |

| Titulaires : |  |
| |  |
| 23 • Raïs M'Bolhi · 15 • Abdelkader Bedrane 89e · 2 • Aissa Mandi · 4 • Djamel Benlamri · 3 • Houcine Benayada · 21 • Ramy Bensebaini 77e · 6 • Ramiz Zerrouki 76e · 22 • Ismaël Bennacer 46e 86e · 7 • Riyad Mahrez 76e · 8 • Youcef Belaïli · 13 • Islam Slimani 68e 76e · |  |
| Remplaçants : |  |
| 11 • Ishak Belfodil 90e 76e · 10 • Sofiane Feghouli 76e · 12 • Sofiane Bendebka 76e · 17 • Adlène Guedioura 86e · 5 • Mehdi Tahrat 89e · |  |
| Sélectionneur : |  |
| Djamel Belmadi |  |

| Titulaires : |  |
| |  |
| 23 • André Onana · 21 • Jean-Charles Castelletto · 5 • Michael Ngadeu-Ngadjui · 19 • Collins Fai · 11 • Nouhou Tolo · 18 • Martin Hongla 45e · 14 • Samuel Gouet · 7 • Jean Onana 85e · 12 • Karl Toko-Ekambi · 13 • Eric Maxim Choupo-Moting · 10 • Vincent Aboubakar 45e · |  |
| Remplaçants : |  |
| 9 • Kévin Soni 64e 45e · 3 • Léandre Tawamba 45e · 8 • Gaël Ondoua 85e · |  |
| Sélectionneur : |  |
| Rigobert Song |  |

| Titulaires : |  |
| |  |
| 23 • Raïs M'Bolhi · 15 • Abdelkader Bedrane 89e · 2 • Aissa Mandi · 4 • Djamel Benlamri · 3 • Houcine Benayada · 21 • Ramy Bensebaini 77e · 6 • Ramiz Zerrouki 76e · 22 • Ismaël Bennacer 46e 86e · 7 • Riyad Mahrez 76e · 8 • Youcef Belaïli · 13 • Islam Slimani 68e 76e · |  |
| Remplaçants : |  |
| 11 • Ishak Belfodil 90e 76e · 10 • Sofiane Feghouli 76e · 12 • Sofiane Bendebka 76e · 17 • Adlène Guedioura 86e · 5 • Mehdi Tahrat 89e · |  |
| Sélectionneur : |  |
| Djamel Belmadi |  |

| Titulaires : |  |
| |  |
| 23 • Raïs M'Bolhi · 15 • Abdelkader Bedrane · 2 • Aissa Mandi · 4 • Djamel Benlamri · 3 • Houcine Benayada 120e · 20 • Youcef Atal 97e · 6 • Ramiz Zerrouki 52e 76e · 22 • Ismaël Bennacer · 7 • Riyad Mahrez · 10 • Youcef Belaïli 109e · 13 • Islam Slimani 120e 120e · |  |
| Remplaçants : |  |
| 12 • Sofiane Bendebka 76e · 21 • Ahmed Touba 97e · 18 • Rachid Ghezzal 109e · 11 • Ishak Belfodil 120e · |  |
| Sélectionneur : |  |
| Djamel Belmadi |  |

| Titulaires : |  |
| |  |
| 23 • André Onana 117e · 21 • Jean-Charles Castelletto · 5 • Michael Ngadeu-Ngadjui 113e · 19 • Collins Fai · 6 • Ambroise Oyongo 87e · 18 • Martin Hongla · 14 • Samuel Gouet 77e 102e · 8 • Gaël Ondoua 111e · 12 • Karl Toko-Ekambi · 13 • Eric Maxim Choupo-Moting 63e · 3 • Léandre Tawamba 111e · |  |
| Remplaçants : |  |
| 11 • Nouhou Tolo 120e 63e · 15 • Pierre Kunde 87e · 10 • Vincent Aboubakar 102e · 20 • Ignatius Ganago 111e · 7 • Jean Onana 111e · |  |
| Sélectionneur : |  |
| Rigobert Song |  |

| Titulaires : |  |
| |  |
| 23 • Raïs M'Bolhi · 15 • Abdelkader Bedrane · 2 • Aissa Mandi · 4 • Djamel Benlamri · 3 • Houcine Benayada 120e · 20 • Youcef Atal 97e · 6 • Ramiz Zerrouki 52e 76e · 22 • Ismaël Bennacer · 7 • Riyad Mahrez · 10 • Youcef Belaïli 109e · 13 • Islam Slimani 120e 120e · |  |
| Remplaçants : |  |
| 12 • Sofiane Bendebka 76e · 21 • Ahmed Touba 97e · 18 • Rachid Ghezzal 109e · 11 • Ishak Belfodil 120e · |  |
| Sélectionneur : |  |
| Djamel Belmadi |  |

| Titulaires : |  |
| |  |
| 23 • André Onana 117e · 21 • Jean-Charles Castelletto · 5 • Michael Ngadeu-Ngadjui 113e · 19 • Collins Fai · 6 • Ambroise Oyongo 87e · 18 • Martin Hongla · 14 • Samuel Gouet 77e 102e · 8 • Gaël Ondoua 111e · 12 • Karl Toko-Ekambi · 13 • Eric Maxim Choupo-Moting 63e · 3 • Léandre Tawamba 111e · |  |
| Remplaçants : |  |
| 11 • Nouhou Tolo 120e 63e · 15 • Pierre Kunde 87e · 10 • Vincent Aboubakar 102e · 20 • Ignatius Ganago 111e · 7 • Jean Onana 111e · |  |
| Sélectionneur : |  |
| Rigobert Song |  |

## Qualifications à la Coupe d'Afrique des nations de football 2023
| Sélectionneur : |
| Djamel Belmadi  |

| Sélectionneur :    |
| Milutin Sredojevic |

| Sélectionneur : |
| Djamel Belmadi  |

| Sélectionneur :    |
| Milutin Sredojevic |

| Sélectionneur : |
| Kim Poulsen     |

| Sélectionneur : |
| Djamel Belmadi  |

| Sélectionneur : |
| Kim Poulsen     |

| Sélectionneur : |
| Djamel Belmadi  |

## Matchs Amicaux
| Sélectionneur : |
| Dragan Skočić   |

| Sélectionneur : |
| Djamel Belmadi  |

| Sélectionneur : |
| Dragan Skočić   |

| Sélectionneur : |
| Djamel Belmadi  |

| Sélectionneur : |
| Djamel Belmadi  |

| Sélectionneur : |
| Kaba Diawara    |

| Sélectionneur : |
| Djamel Belmadi  |

| Sélectionneur : |
| Kaba Diawara    |

| Sélectionneur : |
| Djamel Belmadi  |

| Sélectionneur : |
| José Peseiro    |

| Sélectionneur : |
| Djamel Belmadi  |

| Sélectionneur : |
| José Peseiro    |

| Sélectionneur : |
| Djamel Belmadi  |

| Sélectionneur : |
| Éric Chelle     |

| Sélectionneur : |
| Djamel Belmadi  |

| Sélectionneur : |
| Éric Chelle     |

| Sélectionneur : |
| Janne Andersson |

| Sélectionneur : |
| Djamel Belmadi  |

| Sélectionneur : |
| Janne Andersson |

| Sélectionneur : |
| Djamel Belmadi  |

## Statistiques

### Temps de jeu des joueurs
| Joueurs                                                           |                 |                 |                 |                 |                 |                 |                 |                 |                 |                 |                 |                 |                 |
| Gardiens de but                                                   | Gardiens de but | Gardiens de but | Gardiens de but | Gardiens de but | Gardiens de but | Gardiens de but | Gardiens de but | Gardiens de but | Gardiens de but | Gardiens de but | Gardiens de but | Gardiens de but | Gardiens de but |
| ----------------------------------------------------------------- | --------------- | --------------- | --------------- | --------------- | --------------- | --------------- | --------------- | --------------- | --------------- | --------------- | --------------- | --------------- | --------------- |
| Raïs M'Bolhi (Ettifaq FC) (Al-Qadisiya)                           | 90              | 90              | 90              | 90              | 90              | 120             |                 | 90              |                 |                 |                 |                 | 90              |
| Moustapha Zeghba (Damac FC)                                       |                 |                 |                 |                 |                 |                 | 90              |                 |                 | 90              | 90              |                 |                 |
| Anthony Mandrea (Angers SCO) (SM Caen)                            |                 |                 |                 |                 |                 |                 |                 |                 | 90              |                 |                 | 90              |                 |
| Défenseurs                                                        |                 |                 |                 |                 |                 |                 |                 |                 |                 |                 |                 |                 |                 |
| Aïssa Mandi (Villarreal CF)                                       | 90              | 90              | 90              | 90              | 90              | 120             | 90              | 90              |                 | 84              | 90              | 90              | 90              |
| Abdelkader Bedrane (ES Tunis) (Damac FC)                          | 90              | 46              |                 | 90              | 89              | 120             | 6               | 90              | 61              | 6               |                 |                 |                 |
| Youcef Atal (OGC Nice)                                            | 85              | 90              | 90              | 81              |                 | 97              |                 |                 |                 |                 | 90              |                 | 90              |
| Ramy Bensebaini (Borussia M’gladbach)                             | 90              | 90              | 90              | 90              | 90              |                 | 84              | 73              |                 | 90              | 90              |                 | 34              |
| Houcine Benayada (ES Sahel) (Wydad AC)                            | 5               |                 |                 | 9               | 90              | 120             | 90              | 90              |                 | 90              |                 | 90              |                 |
| Ilyes Chetti (ES Tunis)                                           | 5               |                 |                 |                 |                 |                 |                 |                 |                 |                 |                 |                 |                 |
| Djamel Benlamri (Qatar SC)                                        |                 | 44              | 54              |                 | 90              | 120             |                 |                 |                 |                 |                 |                 |                 |
| Mehdi Tahrat (Al-Gharafa SC)                                      |                 |                 | 36              |                 | 1               |                 |                 |                 |                 |                 |                 |                 |                 |
| Ahmed Touba (RKC Waalwijk) (İstanbul Başakşehir)                  |                 |                 |                 |                 |                 | 23              | 90              | 17              | 90              |                 | 90              | 62              | 90              |
| Mohamed-Amine Tougaï (ES Tunis)                                   |                 |                 |                 |                 |                 |                 |                 |                 | 90              | 90              |                 | 90              |                 |
| Akim Zedadka (Clermont Foot)                                      |                 |                 |                 |                 |                 |                 |                 |                 | 90              |                 |                 |                 |                 |
| Yanis Hamache (Boavista FC)                                       |                 |                 |                 |                 |                 |                 |                 |                 | 29              |                 |                 |                 |                 |
| Mehdi Léris (UC Sampdoria)                                        |                 |                 |                 |                 |                 |                 |                 |                 |                 |                 |                 | 28              | 34              |
| Milieux de terrain                                                |                 |                 |                 |                 |                 |                 |                 |                 |                 |                 |                 |                 |                 |
| Ramiz Zerrouki (FC Twente)                                        | 90              |                 |                 | 90              | 76              | 76              | 90              | 90              | 44              | 24              | 90              | 46              | 56              |
| Adem Zorgane (Charleroi SC)                                       | 63              |                 |                 |                 |                 |                 | 81              | 74              | 46              |                 | 46              | 46              |                 |
| Yacine Brahimi (Al-Rayyan SC)                                     | 71              | 65              | 17              | 28              |                 |                 |                 |                 |                 |                 |                 |                 |                 |
| Ismaël Bennacer (AC Milan)                                        | 27              |                 | 90              | 62              | 86              | 120             | 90              | 90              | 90              | 66              | 90              | 44              | 90              |
| Farid Boulaya (FC Metz)                                           | 19              | 25              | 26              | 9               |                 |                 |                 |                 |                 |                 |                 |                 |                 |
| Haris Belkebla (Stade brestois)                                   |                 | 84              |                 |                 |                 |                 |                 |                 |                 |                 |                 |                 |                 |
| Sofiane Feghouli (Galatasaray SK)                                 |                 | 65              | 64              |                 | 14              |                 |                 |                 |                 |                 |                 |                 |                 |
| Sofiane Bendebka (Al-Fateh SC)                                    |                 | 25              | 73              | 28              | 14              | 44              | 9               | 16              |                 | 66              |                 |                 |                 |
| Adlène Guedioura (Burton Albion)                                  |                 |                 |                 |                 | 4               |                 |                 |                 |                 |                 |                 |                 |                 |
| Abdelkahar Kadri (KV Courtrai)                                    |                 |                 |                 |                 |                 |                 |                 |                 | 61              |                 |                 |                 |                 |
| Nabil Bentaleb (Angers SCO)                                       |                 |                 |                 |                 |                 |                 |                 |                 |                 | 90              | 44              | 44              | 90              |
| Hicham Boudaoui (OGC Nice)                                        |                 |                 |                 |                 |                 |                 |                 |                 |                 |                 |                 | 90              |                 |
| Attaquants                                                        |                 |                 |                 |                 |                 |                 |                 |                 |                 |                 |                 |                 |                 |
| Adam Ounas (SSC Naples) (LOSC Lille)                              | 71              |                 |                 |                 |                 |                 | 21              | 46              | 29              | 72              | 23              |                 |                 |
| Youcef Belaïli (Stade brestois) (AC Ajaccio)                      | 85              | 90              | 90              | 81              | 90              | 109             | 81              | 80              | 29              | 44              | 67              | 24              | 77              |
| Baghdad Bounedjah (Al Sadd SC)                                    | 63              | 25              | 64              | 62              |                 |                 |                 |                 |                 |                 |                 |                 |                 |
| Islam Slimani (Olympique lyonnais) (Sporting CP) (Stade brestois) | 27              | 65              | 26              | 44              | 76              | 120             | 69              | 73              |                 | 18              | 76              | 28              | 67              |
| Saïd Benrahma (West Ham United)                                   | 19              | 6               |                 | 46              |                 |                 |                 |                 |                 |                 |                 | 66              | 13              |
| Riyad Mahrez (Manchester City)                                    |                 | 90              | 90              | 90              | 76              | 120             |                 |                 |                 | 24              | 84              | 73              | 90              |
| Ishak Belfodil (Hertha BSC)                                       |                 |                 |                 |                 | 14              | 0               |                 |                 |                 |                 |                 |                 |                 |
| Rachid Ghezzal (Besiktas JK)                                      |                 |                 |                 |                 |                 | 11              | 69              |                 | 71              |                 |                 |                 |                 |
| Mohamed El Amine Amoura (FC Lugano)                               |                 |                 |                 |                 |                 |                 | 21              | 44              | 23              | 18              | 6               | 17              | 23              |
| Billal Brahimi (OGC Nice)                                         |                 |                 |                 |                 |                 |                 | 9               | 17              | 61              | 46              |                 |                 |                 |
| Riyad Benayad (ES Sétif)                                          |                 |                 |                 |                 |                 |                 |                 | 10              | 67              |                 |                 |                 |                 |
| Billel Omrani (CFR Cluj)                                          |                 |                 |                 |                 |                 |                 |                 |                 | 19              |                 |                 |                 |                 |
| Andy Delort (OGC Nice)                                            |                 |                 |                 |                 |                 |                 |                 |                 |                 | 72              | 14              |                 |                 |
| Karim Aribi (CR Belouizdad)                                       |                 |                 |                 |                 |                 |                 |                 |                 |                 |                 |                 | 62              |                 |

- Les nombres présents dans chaque case de la matrice représentent le nombre de minutes jouées par le joueur lors de ce match (0 signifie que le joueur est entré pendant le temps additionnel).

### Buteurs
3 buts    
- Islam Slimani ( Ghana) ( Cameroun) ( Guinée)

2 buts   
- Mohamed El Amine Amoura ( Tanzanie) ( Iran)
- Riyad Mahrez ( Nigeria) ( Mali)

1 but  
- Adam Ounas ( Ghana)
- Sofiane Bendebka ( Côte d'Ivoire)
- Ahmed Touba ( Cameroun)
- Aïssa Mandi ( Ouganda)
- Youcef Belaïli ( Ouganda)
- Ramy Bensebaini ( Tanzanie)
- Riyad Benayad ( Iran)
- Youcef Atal ( Nigeria)

Contre son camp  (csc)
- Jonathan Mensah

### Passeurs décisifs
2 passes 
- Aïssa Mandi
  -  Côte d'Ivoire : à Sofiane Bendebka
  -  Tanzanie : à Ramy Bensebaini

1 passe 
- Farid Boulaya
  -  Ghana : à Islam Slimani
- Youcef Belaïli
  -  Cameroun : à Islam Slimani
- Rachid Ghezzal
  -  Cameroun : à Ahmed Touba
- Ramy Bensebaini
  -  Ouganda : à Youcef Belaïli
- Ismaël Bennacer
  -  Tanzanie : à Mohamed El Amine Amoura
- Ramiz Zerrouki
  -  Nigeria : à Youcef Atal
- Riyad Mahrez
  -  Guinée : à Islam Slimani

### Cartons jaunes
5 cartons jaunes     
- Ramy Bensebaini (8e  Guinée équatoriale)  (77e  Cameroun)  (25e  Ouganda)  (10e et 34e  Suède)

3 cartons jaunes   
- Islam Slimani (68e  Cameroun)  (120+2e  Cameroun)  (3e  Tanzanie)
- Ramiz Zerrouki (52e  Cameroun)   (89e  Guinée)   (77e  Nigeria)

1 carton jaune 
- Abdelkader Bedrane (35e  Sierra Leone)
- Baghdad Bounedjah (4e  Guinée équatoriale)
- Aïssa Mandi (45e  Guinée équatoriale)
- Yacine Brahimi (78e  Côte d'Ivoire)
- Farid Boulaya (85e  Côte d'Ivoire)
- Ismaël Bennacer (46e  Cameroun)
- Ishak Belfodil (90e  Cameroun)
- Houcine Benayada (120+3e  Cameroun)
- Rachid Ghezzal (31e  Ouganda)
- Mohamed El Amine Amoura (82e  Tanzanie)
- Ahmed Touba (87e  Tanzanie)
- Mohamed-Amine Tougaï (88e  Guinée)
- Mehdi Léris (71e  Mali)

### Cartons rouges
1 carton rouge 
- Ramy Bensebaini  (34e  Suède)

## Maillot
L'équipe d'Algérie porte en 2022 un maillot confectionné par l'équipementier Adidas.
| Couleurs | Blanc et Vert |           |             |         |           |           |           |
| Marque   | Adidas        |           |             |         |           |           |           |
| Domicile | Domicile 2    | Extérieur | Extérieur 2 | Gardien | Gardien 1 | Gardien 2 | Gardien 3 |

## Aspects socio-économiques
| Jour de diffusion | Match                        | Compétition                              | Diffuseur                          |
| ----------------- | ---------------------------- | ---------------------------------------- | ---------------------------------- |
| 5 janvier 2022    | Algérie – Ghana              | Amical                                   | ENTV                               |
| 11 janvier 2022   | Algérie – Sierra Leone       | Coupe d'Afrique 2021                     | ENTV BeIn Sports                   |
| 16 janvier 2022   | Algérie – Guinée équatoriale | Coupe d'Afrique 2021                     | ENTV BeIn Sports                   |
| 20 janvier 2022   | Côte d’Ivoire – Algérie      | Coupe d'Afrique 2021                     | ENTV BeIn Sports                   |
| 25 mars 2022      | Cameroun – Algérie           | Qualifications à la Coupe du monde 2022  | ENTV La chaîne L'Équipe SSC Sports |
| 29 mars 2022      | Algérie – Cameroun           | Qualifications à la Coupe du monde 2022  | ENTV La chaîne L'Équipe SSC Sports |
| 4 juin 2022       | Algérie – Ouganda            | Qualifications à la Coupe d'Afrique 2023 | ENTV BeIn Sports                   |
| 8 juin 2022       | Tanzanie – Algérie           | Qualifications à la Coupe d'Afrique 2023 | ENTV BeIn Sports                   |
| 12 juin 2022      | Iran – Algérie               | Amical                                   | ENTV                               |
| 23 septembre 2022 | Algérie – Guinée             | Amical                                   | ENTV                               |
| 27 septembre 2022 | Algérie – Nigeria            | Amical                                   | ENTV                               |
| 16 novembre 2022  | Algérie – Mali               | Amical                                   | ENTV                               |
| 19 novembre 2022  | Suède – Algérie              | Amical                                   | ENTV                               |